# David Thorne
David Hoadley Thorne (New York, 16 settembre 1944) è un diplomatico e imprenditore statunitense, già ambasciatore in Italia sotto l'amministrazione Obama.

## Biografia
Figlio di Alice Smith (Barry) e Landon Ketchum Thorne, si è trasferito in Italia all'età di 8 anni, dove ha vissuto per un decennio mentre il padre (fra il 1953 e il 1956) era responsabile del piano Marshall. Julia, sua sorella gemella, è stata la prima moglie di John Kerry. Nel 1966 si laurea in Storia Americana all'Università di Yale, dove alloggiava con lo stesso Kerry; entrambi erano inoltre membri di Skull and Bones. Consegue infine un master in giornalismo alla Columbia University nel 1971. Ha militato negli United States Navy durante la Guerra del Vietnam. Oltre al ruolo di politico, è stato anche agente immobiliare. È sposato e ha due figli.